# Sassoferrato (pittore)

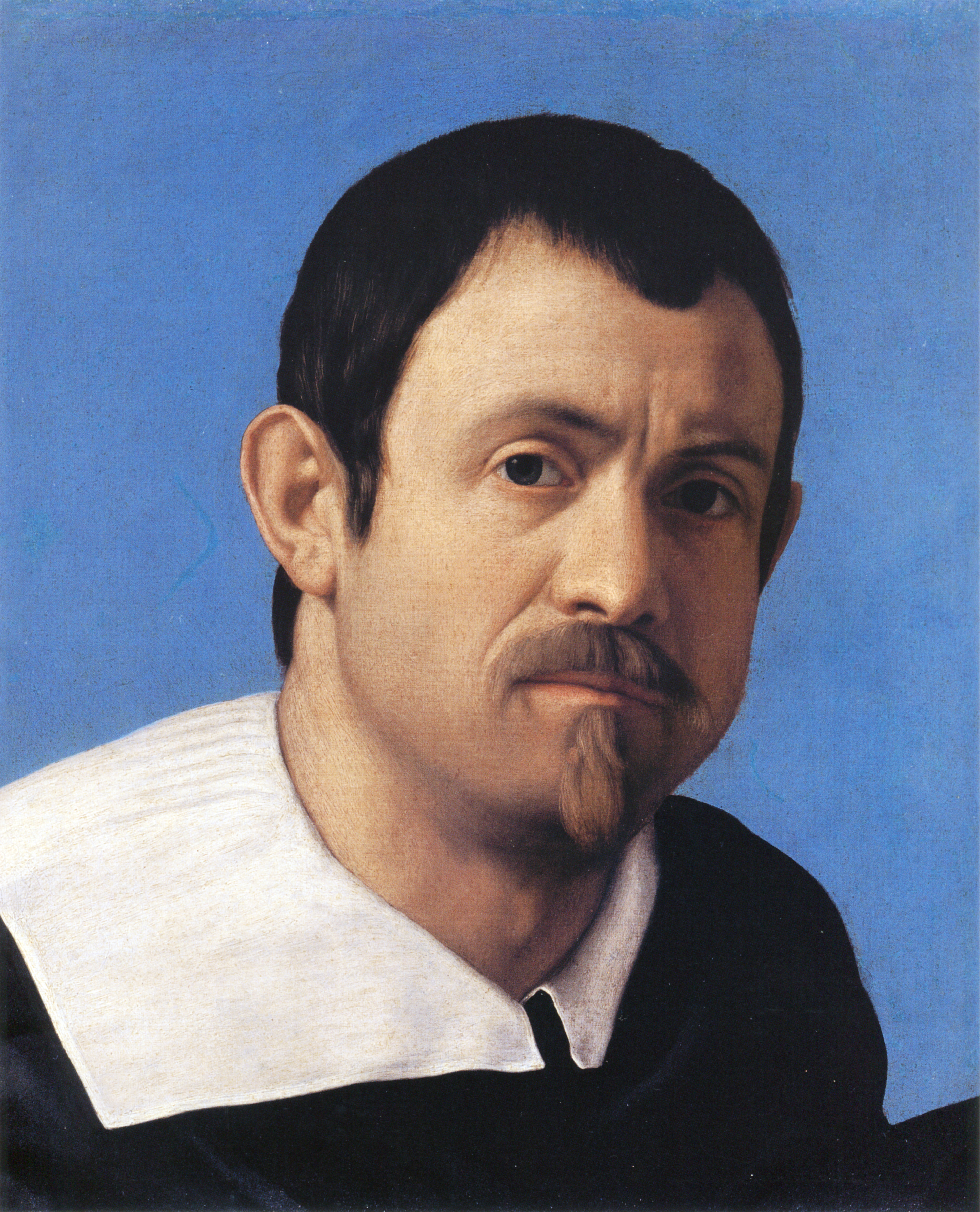
Sassoferrato
Autoritratto, 1650 ca
Galleria degli Uffizi

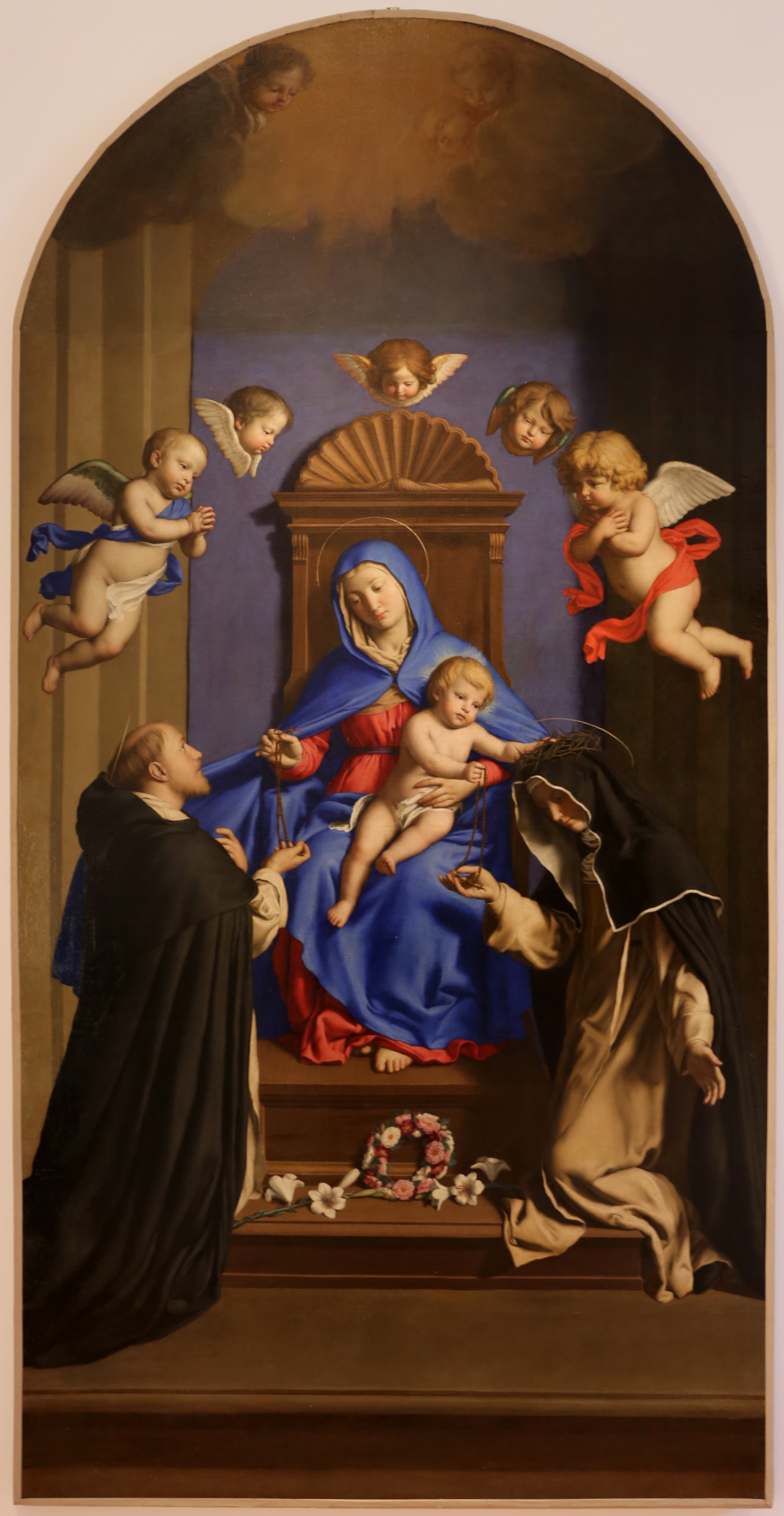
Madonna del Rosario (1643)

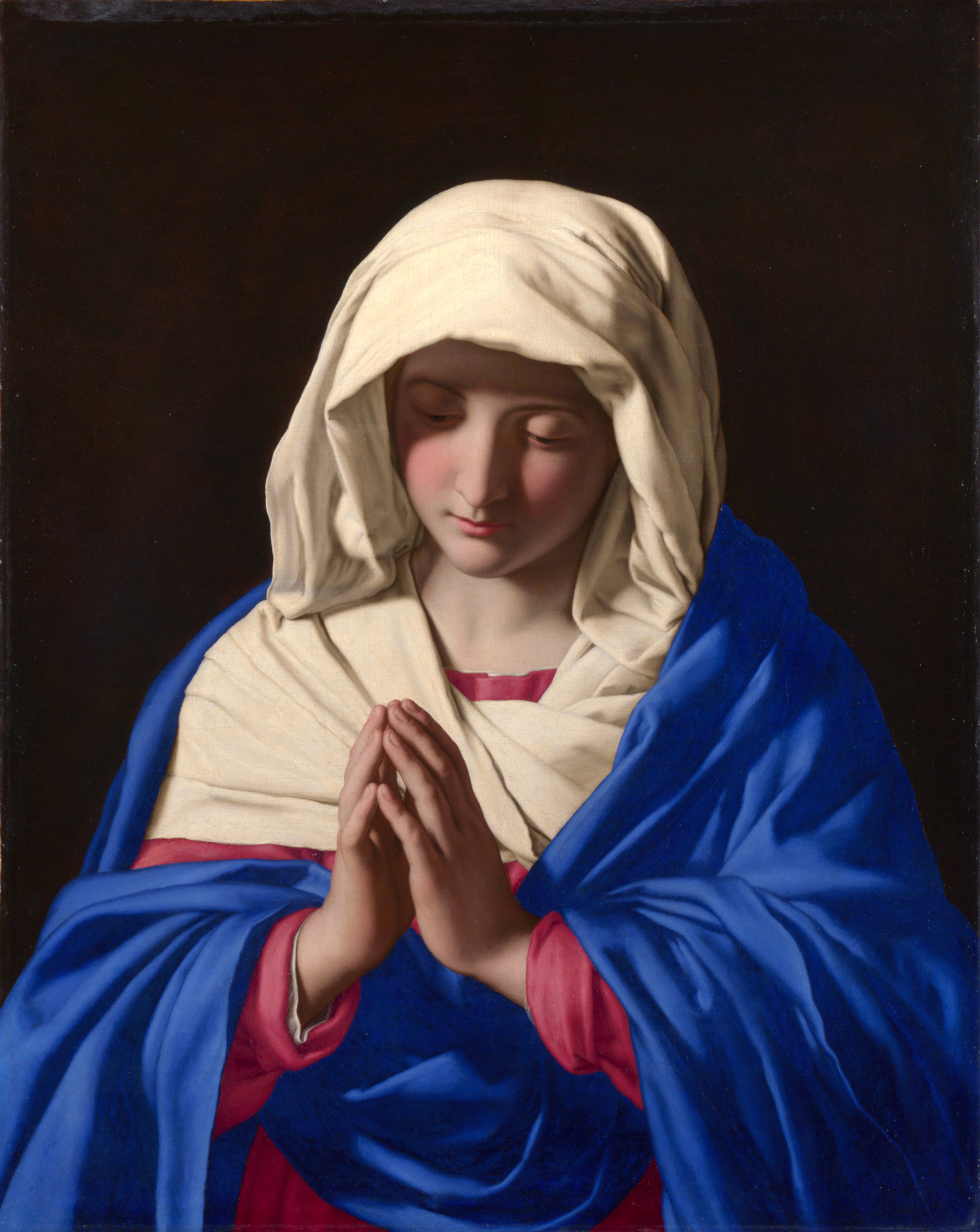
Vergine Maria (1640-1650), National Gallery, Londra

Giovanni Battista Salvi, detto il Sassoferrato (Sassoferrato, 25 agosto 1609 – Roma, 8 agosto 1685), è stato un pittore italiano.

## Biografia
- 1609 - Nasce nella piccola città di Sassoferrato, nelle Marche, quarto figlio di Tarquinio Salvi e da Vittoria di Lutio Loli, che si erano sposati il 5 maggio 1601.
- 1630 - Dipinge nel monastero benedettino di San Pietro, a Perugia.
- 1641 - Si trasferisce a Roma
- 1643 - Completa la pala d'altare di Santa Sabina a Roma, intitolata La Madonna Del Rosario assisa in trono con ai lati i santi Domenico e Caterina.
- 1648 - Si sposa a Roma, e vive nei pressi della Chiesa di San Salvatore ai Monti.
- 1649 - Il figlio Francesco viene battezzato a Roma.
- 1683 - Il cardinale Chigi mostra l'autoritratto del Sassoferrato a Cosimo III (ora agli Uffizi)[1]
- 1685 - Muore.

Il Sassoferrato apprende l'arte della pittura nella bottega del padre, Tarquinio Salvi; resti del lavoro di Tarquinio sono ancora visibili nella chiesa di San Francesco a Sassoferrato. Il resto dell'educazione di Giovanni non è documentata, eccetto il suo lavoro presso la bottega del bolognese Domenichino, che a sua volta fu allievo di Annibale Carracci (circa 1580). Altri maestri da cui apprende e si ispira sono Francesco Albani e Guido Reni, che secondo lo studioso Francis Russell è di maggior ispirazione per il Sassoferrato rispetto a Domenichino, nonostante esso fosse il suo maestro. I suoi dipinti risentono inoltre dell'influenza di Albrecht Dürer, Guercino e soprattutto Raffaello. 
Esistono alcune pubbliche commissioni di Sassoferrato, che pare abbia trascorso la prima parte della sua vita lavorativa producendo copie multiple di vario stile di immagini devozionali per committenti privati.
Il lavoro del Sassoferrato fu tenuto in alta considerazione nella metà del XIX secolo. I suoi dipinti furono a volte creduti contemporanei con la scuola di Raffaello. 
Il tardo XX secolo vede un revival dell'interesse per i dipinti del Seicento italiano, grazie alla formidabile reputazione di Guido Reni. Si è registrata una rinnovata attenzione per le opere del Sassoferrato, considerato un fedele esecutore della tradizione pittorica italiana del suo tempo
Esistono più di trecento opere del Sassoferrato nei musei del mondo, inclusa la maggior parte dei suoi rimanenti disegni, conservata nella collezione Reale del Castello di Windsor, in Inghilterra.
Il suo più importante e conosciuto capolavoro è la Madonna del Rosario, pala d'altare in una delle due cappelle della basilica di Santa Sabina all'Aventino, posata in sostituzione di una tela di Raffaello.

## Opere
- Madonna col Bambino, Pinacoteca comunale, Cesena
- Madonna in preghiera, (1640-1650), National Gallery, Londra
- Ritratto di mons. Ottaviano Prati, Gallerie nazionali d'arte antica, Palazzo Barberini, Roma
- Ritratto del cardinale Angelo Francesco Rapaccioli, The John and Mable Ringling Museum of Art, Sarasota, Florida, Usa
- Ritratto del cardinale Pietro Vito Ottoboni, Musei civici agli Eremitani, Padova
- Autoritratto, Galleria degli Uffizi, Firenze
- Adorazione dei pastori, Museo nazionale di Capodimonte, Napoli
- Betsabea al bagno, collezione privata
- Giuditta, Basilica di San Pietro, Perugia
- Annunciazione, Basilica di San Pietro, Perugia
- Madonna del Giglio, Basilica di San Pietro, Perugia
- San Mauro, Basilica di San Pietro, Perugia
- San Placido, Basilica di San Pietro, Perugia
- San Benedetto, Galleria Tesori d'Arte, Basilica di San Pietro, Perugia
- Sant'Agnese, Galleria Tesori d'Arte, Basilica di San Pietro, Perugia
- Santa Barbara, Galleria Tesori d'Arte, Basilica di San Pietro, Perugia
- Trasporto di Cristo al Sepolcro (da Deposizione Borghese di Raffaello), Basilica di San Pietro, Perugia
- Immacolata Concezione, Museo del Louvre, Parigi
- Madonna con il Bambino e Santa Caterina da Siena, Fondazione Cavallini-Sgarbi, Ferrara
- San Giovanni Evangelista e un angelo adoranti il crocefisso, Galleria nazionale delle Marche, Urbino
- Gesù Cristo Crocifisso, con la Madonna e San Giovanni Evangelista, Civica Raccolta d'Arte, Sassoferrato
- Immacolata Concezione, con la Madonna e San Giovanni Evangelista, Civica Raccolta d'Arte, Sassoferrato
- Compianto sul Cristo morto, Staatliche Museen, Berlino
- La Madonna appare a san Francesco di Paola, Národní Muzeum, Praga
- Madonna con Bambino dormiente e cherubini, Pinacoteca di Brera, Milano
- Madonna col Bambino dormiente, Museo di Palazzo Rosso, Genova
- Madonna del Rosario con san Domenico e santa Caterina da Siena, Santa Sabina all'Aventino, Roma
- Mater Amabilis, Pinacoteca, Jesi
- Madonna col Bambino e san Giovannino, Pinacoteca Tosio Martinengo, Brescia
- Sacra famiglia con santa Elisabetta e San Giovanni Battista, collezione privata
- crocifisso ligneo, Chiesa di San Giorgio, Macerata
- Madonna della Salute, Chiesa di San Giorgio, Macerata

## Curiosità
Una riproduzione della Vergine Maria attualmente custodita alla National Gallery di Londra è visibile all'interno di un convento nell'episodio n. 17 della quarta stagione della serie tv C'era una volta.